# Augusto Czartoryski
Augusto Franciszek Maria Anna Józef Kajetan Czartoryski (2 de agosto de 1858 - 8 de abril de 1893) foi um professo católico romano polonês dos salesianos de Dom Bosco e um nobre príncipe. Ele nasceu em Paris durante o exílio de sua casa e veio de uma casa notável; sua saúde frágil constante viu grande parte de sua infância sendo transportada para vários spas de saúde. Raphael Kalinowski o ensinou; o príncipe voltou-se para o sacerdócio em vez de seguir a vida aristocrática.
Mas seu caminho para os salesianos não foi imutável, pois Dom Bosco acreditava que sua saúde frágil se tornaria um impedimento para seus estudos eclesiais. Mas Bosco permitiu que ele fizesse o noviciado após a intervenção do Papa Leão XIII. Ele foi ordenado em 1892 e se estabeleceu como pastor em Savona, onde morreu de tuberculose.
Seu processo de beatificação começou em 1921, embora a introdução formal não tenha ocorrido até 1941, depois que ele se tornou um Servo de Deus; ele foi nomeado Venerável em 1 de dezembro de 1978 e foi beatificado em 25 de abril de 2004.

## Vida

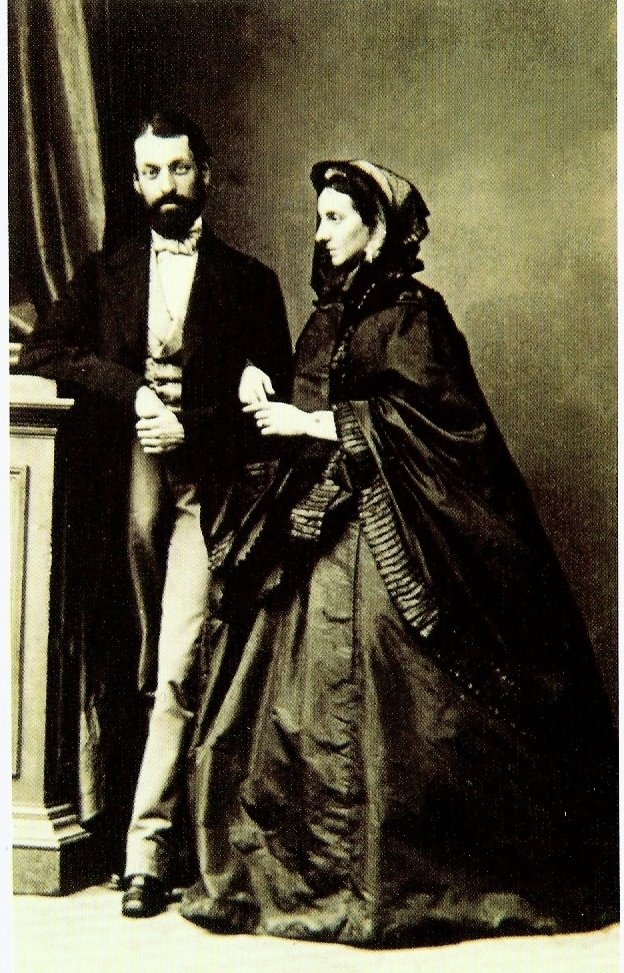
Os pais dele c.1860s.

Augusto Franciszek Maria Anna Józef Kajetan Czartoryski nasceu em Paris em 2 de agosto de 1858 como filho único do príncipe Ladislaus Czartoryski e da princesa María Amparo Muñoz. Sua nobre casa era uma das famílias mais poderosas da Polônia, mas os russos mais tarde os exilaram para a França por volta de 1830, onde o clã se estabeleceu no Hôtel Lambert, em Paris.
Para seus pais e outros parentes, ele era conhecido como "Gucio"; ele era frequentemente frágil por ter contraído tuberculose de sua mãe em 1864 e herdou o título de sua mãe após a morte da doença em 1864, e permaneceu assim até 1876, quando se tornou um ducado e até sua morte como o primeiro duque. Passou grande parte de sua vida sendo transportado para diferentes spas de saúde nas montanhas e nas praias que tinham "bom ar" para os aflitos e ele foi transferido para lugares como Suíça e Espanha antes de ser enviado a médicos na península italiana e mais tarde em Egito. De 1868 a 1875, ele estudou em Paris e em Cracóvia, embora parte desse período de 1870 o tenha visto em casa devido à sua saúde precária. Ele foi forçado - devido ao seu status - a participar de funções judiciais e outras reuniões sociais, embora não tivesse interesse nessas coisas. Em 1878, ele escreveu a seu pai dizendo que ele se cansava de todos os compromissos sociais que ele tinha que assistir e expressava sua insatisfação com eles como meras vaidades. As propostas de casamento foram oferecidas a ele, embora ele nunca tenha recusado por respeito, apesar de ter sido firme em nunca aceitar tais ofertas. Ele fez sua primeira comunhão em 1871 em Sieniawa.
Em 1872, seu pai se casou com Marguerite Adélaïde e teve mais dois filhos em 1872 e 1876. Em 1874, seu pai contratou o tutor Raphael Kalinowski. Kalinowski também sofria de doenças pulmonares e acompanhou o príncipe a alguns de seus destinos. Kalinowski apresentou-o a Luís de Gonzaga e Estanislau Kostka. Em uma carta a sua irmã Maria, o padre escreveu que ele atuava como "pai, mãe, enfermeira, irmão, companheiro e zelador" do príncipe. Os dois permaneceram companheiros íntimos até 1877, quando Kalinowski se juntou aos Carmelitas Descalços. Mas Kalinowski - pouco antes de partir - escreveu para o pai do príncipe, sugerindo que ele estaria melhor sob os cuidados da direção de um padre; seu pai seguiu esse conselho e o padre Stanisław Kubowicz começou a supervisionar seu crescimento espiritual. Em maio de 1883, ele conheceu Giovanni Bosco - o fundador dos salesianos - e serviu de altar quando o padre celebrou a missa no Hôtel Lambert por suas relações.
Seu pai desejava que seu filho seguisse uma carreira diplomática, mas o príncipe sentiu um chamado diferente, voltado para o sacerdócio; O papa Leão XIII o encorajou em sua vocação a se juntar aos salesianos quando os dois se conheceram em Roma. Ele se encontrou com Bosco em 1887 pedindo para ser admitido, apesar de relutante, pois considerava que a saúde frágil do príncipe seria um impedimento para seus estudos eclesiais (ele partiu para encontrar Bosco com o consentimento de seu pai). Mas Leão XIII interveio e convenceu Bosco a permitir sua admissão. Uma vez que ele anunciou suas intenções a seu pai, este último desaprovou, mas disse que não podia mudar a vontade de Deus e, portanto, suas reservas deveriam ser mantidas em silêncio. Ele se juntou a eles em Turim com a benção de um Bosco enfermo em 17 de junho de 1887 e em seu noviciado estava sob os cuidados do padre Giulio Barberis; recebeu a batina do próprio Bosco em 24 de novembro de 1887 (na [Basílica de Nossa Senhora Auxiliadora, Turim | http://en.donbosco-torino.org/basilica/ ]), que sussurrou palavras de encorajamento.  Mas seu pai continuou tentando convencê-lo a sair e recuperar seu status nobre, mas seu filho continuou recusando a oferta. Houve até uma ocasião em que seu pai tentou convencer o cardeal Lucido Maria Parocchi a demitir seu filho dos salesianos, embora o príncipe tenha enviado uma carta para expressar seu compromisso com Deus e a seriedade dos votos que fez.
O príncipe fez os votos de salesiano no túmulo de Bosco, em 2 de outubro de 1888, depois da morte de Bosco. Ele começou seus estudos teológicos e filosóficos, apesar de sua saúde começar a declinar enquanto se tornava amigo íntimo de Andrea Beltrami, na Ligúria. Ele recebeu sua ordenação ao sacerdócio em 2 de abril de 1892 pelo bispo de Ventimiglia Tommaso Reggio em Sanremo e sua maioria das relações - que desencorajou seu chamado - se recusou a participar da ordenação. Sua madrasta e meio-irmão Witold Kazimierz participaram da celebração.  Ele celebrou sua primeira missa em 3 de abril. Mas ele se reuniu com seu pai e outros parentes em Mentone em 3 de maio de 1892, onde seu pai se reconciliou com a decisão de seu filho e expressou sua felicidade. Ele foi designado para a comunidade salesiana e a escola em Alassio, mas, devido à sua doença, estava em grande parte confinado ao seu quarto com vista para o playground dos meninos. <Oficinas próprias salesianas [Roma, 2011], p. 268>
Ele morreu de tuberculose durante a noite de 8 de abril de 1893 em Savona. Seus restos mortais foram enterrados no mausoléu de sua casa em Sieniawa depois de serem transportados para a Polônia, mas depois foram enterrados em uma igreja salesiana em Przemyśl. Um de seus descendentes é Jan Franciszek Czartoryski.

## Beatificação

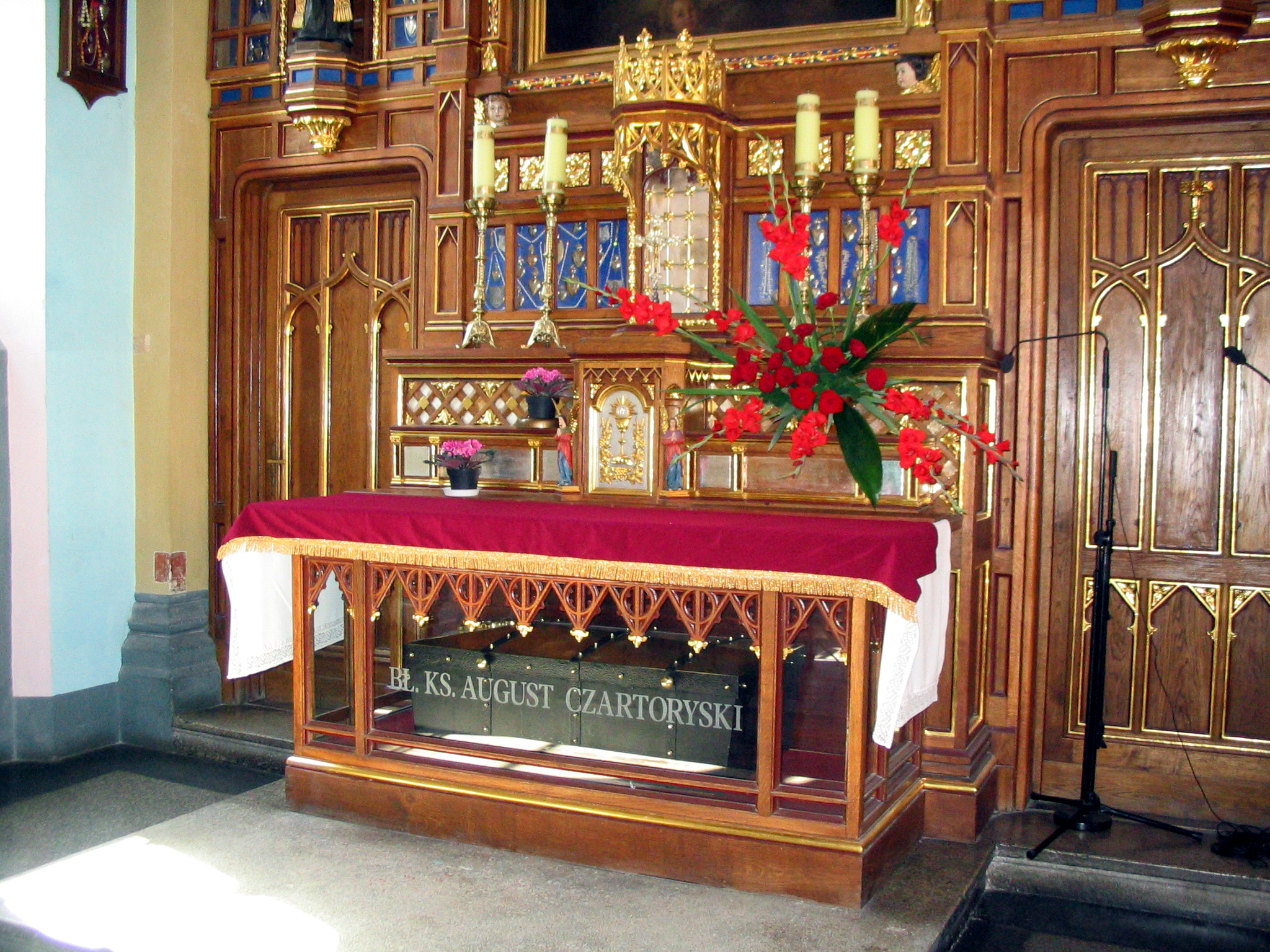
Sua tumba em Przemyśl.

O processo de beatificação começou primeiro em um processo informativo que abriu na diocese de Albenga-Imperia e também na arquidiocese de Przemyśl, desde a sua abertura em 14 de fevereiro de 1921 até seu fechamento no final de 1927; os teólogos coletaram e examinaram seus escritos espirituais enquanto os aprovavam que estavam alinhados com a doutrina em 20 de setembro de 1940 (feito para garantir que não existissem obstáculos doutrinários). A introdução formal à causa ocorreu em 23 de março de 1941 sob o papa Pio XII e, como resultado, ele se tornou um Servo de Deus. Mais tarde, um processo apostólico foi realizado de 1943 a 1948, enquanto os resultados de ambos foram enviados à Congregação para os Ritos, que validou os processos mencionados em 4 de novembro de 1951. O comitê pré-preparatório designado para investigar a causa a aprovou em 11 de outubro de 1966, assim como os funcionários e consultores da Congregação para as Causas dos Santos em 24 de janeiro de 1978; somente a CCS deu seu veredicto positivo em 25 de abril de 1978. Em 1 de dezembro de 1978, ele se intitulou Venerável depois que o Papa João Paulo II confirmou que o falecido padre havia vivido uma vida de virtude heróica.
Sua beatificação dependia da investigação e aprovação de uma cura milagrosa atribuída à sua intercessão; um desses casos foi investigado e enviado à CCS que validou esse processo em 22 de junho de 2001. Os médicos especialistas aprovaram essa cura em 23 de janeiro de 2003, assim como os teólogos consultores em 2 de maio de 2003 e o CCS em 7 de outubro de 2003. João Paulo II aprovou esse milagre mais tarde, em 20 de dezembro de 2003, que confirmou a beatificação; a data foi anunciada em 24 de fevereiro de 2004. João Paulo II o beatificou em 25 de abril de 2004 na Praça de São Pedro.

O atual postulador dessa causa é o padre salesiano Pierluigi Cameroni.